# Rádio-Televisão Timor Leste
Rádio-Televisão Timor Leste (RTTL) é a corporação de radiodifusão pública de Timor-Leste. Opera uma estação de rádio e um canal de televisão. A RTTL foi fundada como uma empresa pública pelo decreto-lei 42, de 26 de novembro de 2008.

## Televisão
O serviço de televisão da RTTL é conhecida como Televisão de Timor Leste ou Televizaun Timor Lorosae, abreviado como TVTL. A sua programação é composta por alguns programas realizados localmente em língua tétum, bem como pela retransmissão de telejornais e parte da programação da RTP Internacional. No passado, ocasionalmente transmitia alguns programas da australiana ABC e da BBC World News. Em setembro de 2008, firmou convênio com a rede brasileira TV Globo, permitindo o acesso à programação do canal.
A TVTL começou a ser transmitida em 1978, primeiro como uma estação retransmissora da emissora indonésia TVRI e mais tarde foi rebatizada como TV UNTAET. Após a independência em 20 de maio de 2002, adotou o nome atual.[carece de fontes?]
Recentemente a estação aderiu à AsiaVision. A equipa de grafismo da RTP, Rádio e Televisão de Portugal, foi a responsável pela nova imagem da congénere timorense com a qual se pretende inovar, modernizar aludindo ao mar e ao sol ao mesmo tempo.[carece de fontes?]
Em 2020, a RTTL lançou a TV Educação, com o intuito de ofertar educação à distância durante a pandemia de COVID-19.
A RTTL transmite actualmente programas em português e tétum, os dois idiomas oficiais da nação, medida com a qual se pretende promover ambas as línguas junto da população. As instalações da estação ficam na zona de Caicoli, na capital Díli.[carece de fontes?]

## Rádio
O serviço de rádio da RTTL é conhecido como Rádio Timor Leste (RTL), que transmite em tétum e português. A Rádio Timor Leste é transmitida 16 horas por dia com 34 programas produzidos localmente por uma equipe de 63 pessoas. 7% dos programas da RTL vêm de produtores externos, incluindo organizações e agências não governamentais.[carece de fontes?]
A RTL tem 4 departamentos para apoiar o seu funcionamento diário: Notícias, Programação, Técnico e o Departamento de Promoção, Produção Externa e Pesquisa.

A Rádio Timor Leste pode ser ouvida em FM 91.7 MHz na capital do país, Díli, e em frequências diferentes em cada município. Em AM, a RTL também é transmitida em 684 kHz. A RTL tem planos de abertura de um novo canal denominado Antena 2, dirigido aos jovens e com possibilidade de financiamento por publicidade.[carece de fontes?]